# هنری هورنبوستل
هنری هورنبوستل (انگلیسی: Henry Hornbostel؛ 1867 – ۱۹۶۱ (۹۳−۹۴ سال)) معمار اهل ایالات متحده آمریکا بود.